# Thomas James Cobden-Sanderson
Thomas James Cobden Sanderson, né le 2 décembre 1840 à Alnwick, Northumberland (Angleterre), mort le 7 septembre 1922 à Londres, est un relieur, imprimeur et éditeur britannique, fondateur de la Doves Press.

## Biographie
Thomas James Sanderson fréquente plusieurs écoles, dont la Grammar School de Worcester, puis l'Owen's College à Manchester, enfin le Trinity College (Cambridge) pour des études de droit. Il en sort sans diplôme et entre à la Lincoln's Inn comme barrister (« avocat plaidant »). Il travaille pour une grande firme londonienne et envisage une longue carrière dans le droit des chemins de fer.

### Anne Cobden-Sanderson
En 1881, épuisé par une surcharge de travail, Sanderson prend des vacances et part en voyage en Italie. À Sienne, il rencontre Anne Cobden, quatrième fille du politicien Richard Cobden. Anne Cobden-Sanderson est née le 26 mars 1853 à Westbourne Terrace (en), à Londres. Éduquée en Allemagne après la mort de son père, elle est très active dans la défense des droits de l’homme. Elle milite avec les suffragettes et professe des idées socialistes, partagées par Thomas James Sanderson. Ils se marient en 1882 et ils décident d’accoler leurs deux noms. Anne a de nombreux amis dans le mouvement Arts & Crafts, notamment William Morris et son épouse Jane Burden, modèle de Dante Gabriel Rossetti. Anne adhère avec son mari à la Hammersmith Socialist Society de Morris. Au cours d'un dîner chez les Morris, Jane convainc Sanderson de s'essayer à la reliure.  Anne appuie cette suggestion, et elle restera toujours aux côtés de son mari.

### Relieur

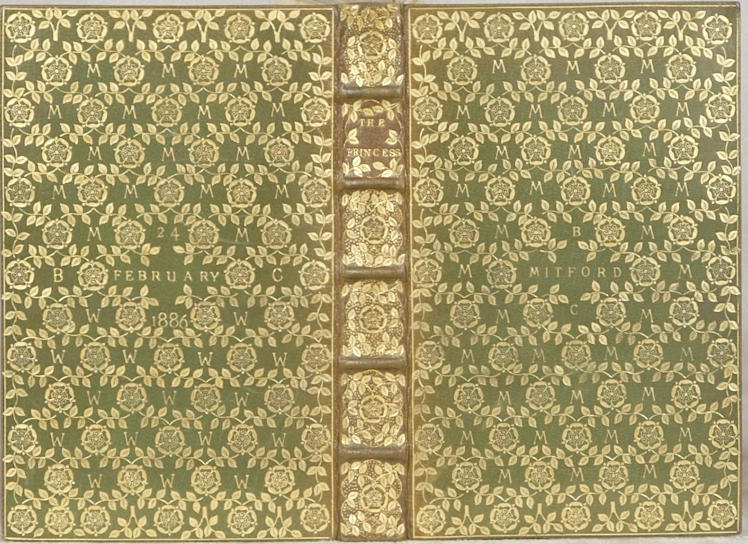

Abandonnant le barreau, il apprend le métier de relieur et en 1884 il ouvre son propre atelier. Il travaille seul, créant ses propres outils et mettant au point de nouvelles techniques devenues classiques. 
En 1893, associé avec William Morris et Edward Burne-Jones, il ouvre une nouvelle entreprise, la Doves Bindery, répondant à la nécessité pour la Kelmscott Press de Morris de relier ses livres avec une qualité appropriée à la qualité de son impression. Les employés de la Doves Bindery bénéficient d'avantages exceptionnels pour l'époque.
Cobden-Sanderson a également une activité d'enseignement. Il compte parmi ses élèves Euphemia Bakewell et Ellen Gates Starr.

### LaDoves Press

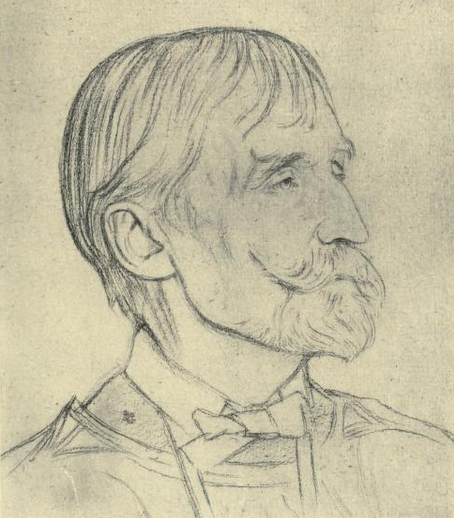
Cobden-Sanderson par Sir William Rothenstein

En 1900, après la disparition de Morris (survenue en 1896), Cobden-Sanderson ouvre une maison d'édition, la Doves Press, une private press dans le genre de la Kelmscott Press, elle aussi dans le quartier de Hammersmith et proche du Dove Pub, la vieille taverne qui lui donne son nom. Emery Walker le rejoint peu après comme associé et apporte son expérience en matière de bibliophilie et de typographie. Ils créent ensemble une nouvelle police d'écriture pour les ouvrages qu'ils éditent, le Doves Type. À la suite de querelles fréquentes, Walker quitte l'association en 1909. En 1917, la Doves Press, après avoir publié une cinquantaine d'ouvrages remarquables, ferme ses portes. En quittant l'association Emery Walker avait laissé à Cobden-Sanderson le libre usage du Doves Type pour ses éditions, et à sa mort les polices reviendraient à Walker. Mais Cobden-Sanderson révèle plus tard, après la fermeture de la Doves Press, qu'il a pris les poinçons les matrices et les casses de caractères, et a tout jeté dans la Tamise, du pont de Hammersmith. Ce geste symbolique (il souhaite que les flots emportent à jamais les Doves Types jusqu’à la mer) lui a demandé plusieurs nuits et a failli coûter la vie à un marinier qui passait sous le pont. James Cobden-Sanderson meurt en 1922. 
Veuve, Anne Cobden-Sanderson aura à subir de nombreux procès intentés par Walker pour obtenir un dédommagement pour la perte des Doves Types. Elle meurt en 1926. Les urnes contenant les cendres des deux époux, placées dans un jardin sur les bords de la Tamise, seront emportées lors d’une crue du fleuve. 
Une partie des types du Doves Type a été retrouvée par Robert Green, sous le pont de Hammersmith, en novembre 2014. La moitié de 150 caractères retrouvés a été déposée à la Emery Walker House à Londres. Le reste est demeuré enfoui sous le béton après les travaux effectués sur le pont de Hammersmith.

### Notices dans des encyclopédies et des manuels de référence
- (en) Marianne Tidcombe, The Doves Press, Oak Knoll Press, 1er février 2003, 258 p. (ISBN 9781584560845)
- (en) Brian Howard Harrison (dir.), Oxford Dictionary of National Biography, volume 48 : Rowell-Sarsfield, Oxford, Oxford University Press, 23 septembre 2003, 998 p. (ISBN 9780198614111, lire en ligne), p. 883-885,

### Articles
- (en-US) Carole Cable, « The Printing Types of the Doves Press: Their History and Destruction », The Library Quarterly: Information, Community, Policy, Vol. 44, No. 3,‎ juillet 1974, p. 219-230 (12 pages) (lire en ligne ),